# El Algodonal
El Algodonal är en ort i Mexiko.   Den ligger i kommunen La Piedad och delstaten Michoacán de Ocampo, i den centrala delen av landet, 300 km väster om huvudstaden Mexico City. El Algodonal ligger 1 749 meter över havet och antalet invånare är 314.
Terrängen runt El Algodonal är kuperad åt nordväst, men åt sydost är den platt. Runt El Algodonal är det ganska tätbefolkat, med 160 invånare per kvadratkilometer. Närmaste större samhälle är La Piedad Cavadas, 12,2 km nordost om El Algodonal. I omgivningarna runt El Algodonal växer huvudsakligen savannskog.